# Сан Ђовани Театино
Сан Ђовани Театино (итал. San Giovanni Teatino) је насеље у Италији у округу Кјети, региону Абруцо.
Према процени из 2011. у насељу је живело 226 становника. Насеље се налази на надморској висини од 144 м.

## Становништво
Према резултатима пописа становништва 2011. у општини је живело 12.733 становника.
| 1931. | 1936. | 1951. | 1961. | 1971. | 1981. | 1991. | 2001.  | 2011.  |
| ----- | ----- | ----- | ----- | ----- | ----- | ----- | ------ | ------ |
| 3.214 | 3.394 | 3.967 | 4.192 | 5.075 | 6.753 | 8.449 | 10.048 | 12.733 |